# غرامت مضاعف (فیلم)
غرامت مضاعف (به انگلیسی: Double Indemnity) فیلمی سینمایی به کارگردانی بیلی وایلدر است که در ۱۹۴۴ ساخته شد. فرد مک‌مورای، باربارا استانویک و ادوارد جی. رابینسون از بازیگران آن هستند.
این فیلم توسط بیلی وایلدر و ریموند چندلر از رمان غرامت مضاعف (۱۹۳۵) اثر جیمز کین اقتباس شده است.
این فیلم جز شاخص ترین نمونه‌های «فیلم نوآر» به شمار میرود و داستان آن بر اساس جنایتی واقعی بنا شده که در ۱۹۲۷ اتفاق افتاده بود.
عنوان فیلم به عبارتی حقوقی رایج در شرکت‌های بیمه اشاره دارد.

## خلاصه داستان
فیلیس دیتریکستون (باربارا استانویک) فروشنده بیمه عمر والتر نف (فرد مک‌موری) را اغفال می‌کند تا او را در کشتن شوهرش یاری دهد و مرگ او را یک حادثه جلوه دهند تا فیلیس بتواند از طریق مادهٔ غرامت مضاعف، بیمهٔ عمر شوهرش را طلب کند اما رئیس و دوست صمیمی نف و تحلیلگر بیمهٔ بارتون کییس (ادوارد جی.رابینسون) به این ماجرا شک می‌کند...

## درباره فیلم
- فیلم بر اساس یک داستان واقعی یعنی قتل آلبرت سیندلر توسط همسرش در سال ۱۹۲۷ ساخته شد.
- در ابتدا فیلم با مرگ نف در اتاق گاز به پایان می‌رسید ولی بیلی وایلدر از این پایان راضی نبود و پایان فیلم تغییر یافت.
- قسمت ۱۶ از فصل نوزدهم سریال کارتونی سیمپسون‌ها با نام به‌خاطر عشق مو برگرفته از داستان این فیلم است.
- وودی آلن از این فیلم به عنوان بهترین فیلمی که تاکنون ساخته شده یاد می‌کند.[۲]
- ادارهٔ سانسور آمریکا تا مدت‌ها اقتباس از دو کتاب مشهور جیمز ام کین را ممنوع کرده بود؛ یعنی غرامت مضاعف و پستچی همیشه دو بار زنگ می‌زند. هر دو داستان تم مشترکی دارند؛ تمایل جنسی، یک مرد معمولی را به جنایت سوق می‌دهد. در نهایت هر دو کتاب اقتباس سینمایی داشت و تبدیل به دو فیلم مهم نوآر شد. هر دو فیلم در بین ۱۰ فیلم برتر سالهای ۱۹۴۰ قرار گرفتند.[۳]

## جوایز
فیلم در ۷ مورد نامزد اسکار شد ولی در نهایت هیچ جایزه‌ای به این فیلم تعلق نگرفت.
- نامزد بهترین بازیگر زن باربارا استانویک
- نامزد بهترین کارگردانی بیلی وایلدر
- نامزد بهترین فیلم ژوز سیستورم
- نامزد بهترین فیلم‌نامه ریموند چندلر و بیلی وایلدر
- نامزد بهترین فیلمبرداری سیاه و سفید جان اف سیتز
- نامزد بهترین موسیقی متن میکلوش روژا
- نامزد بهترین صدابرداری لورن ال رایدر[۴]

## نگارخانه

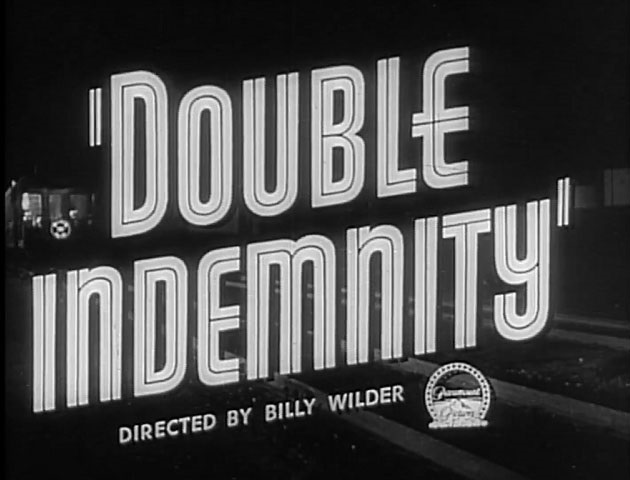
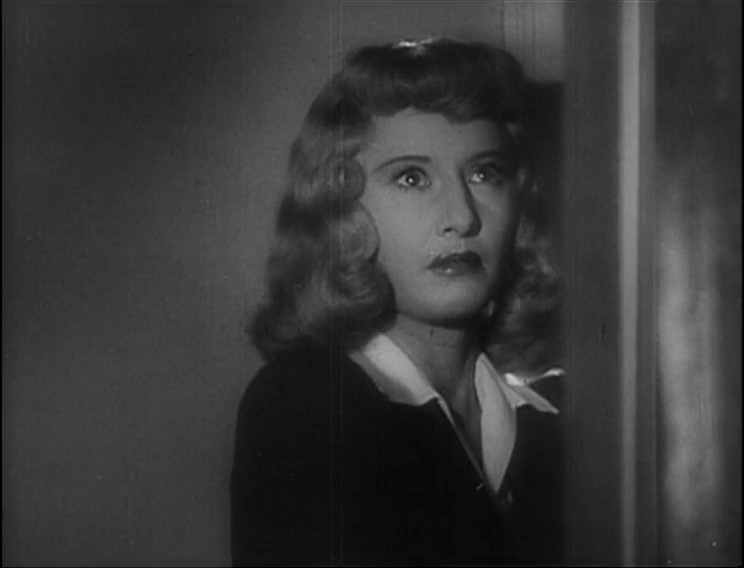
باربارا استانویک
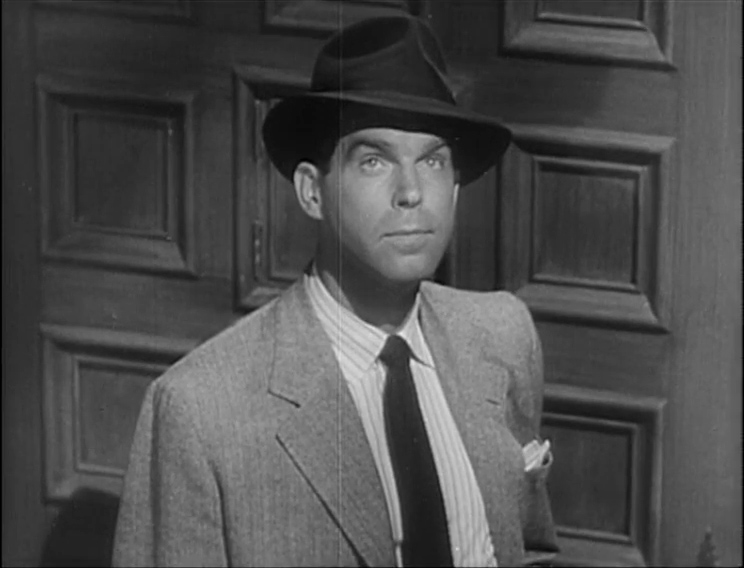
فرد مک موری
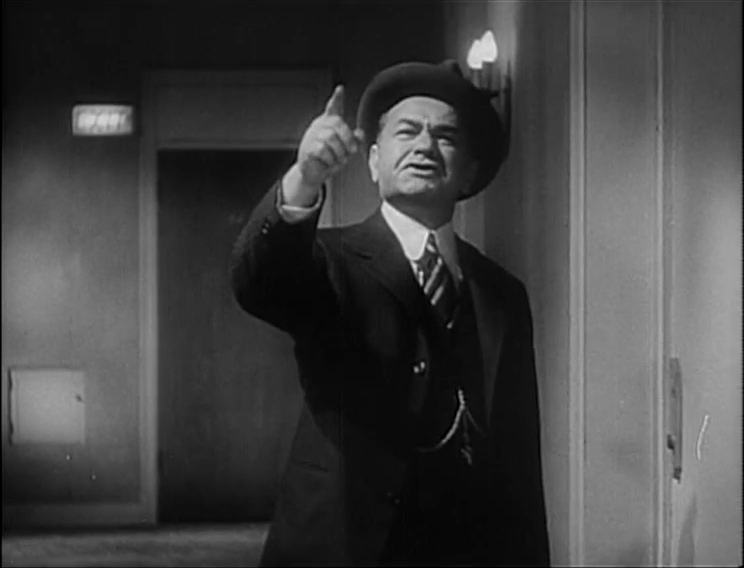
ادوارد جی.رابینسون
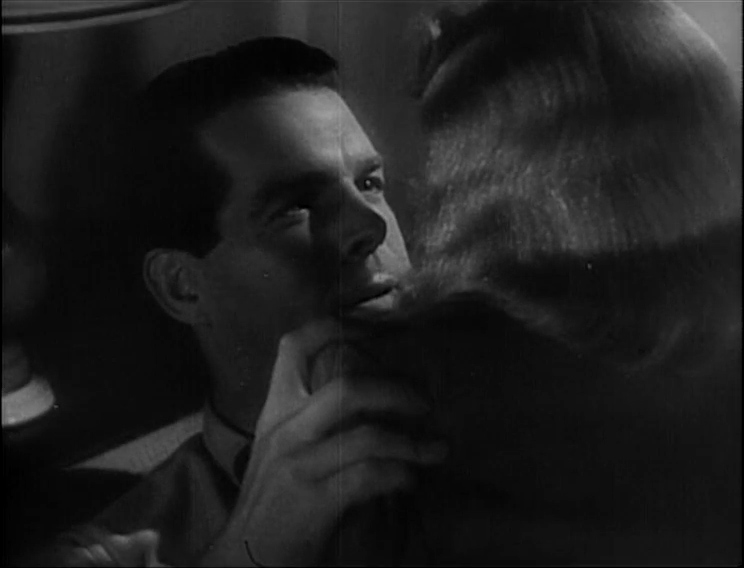
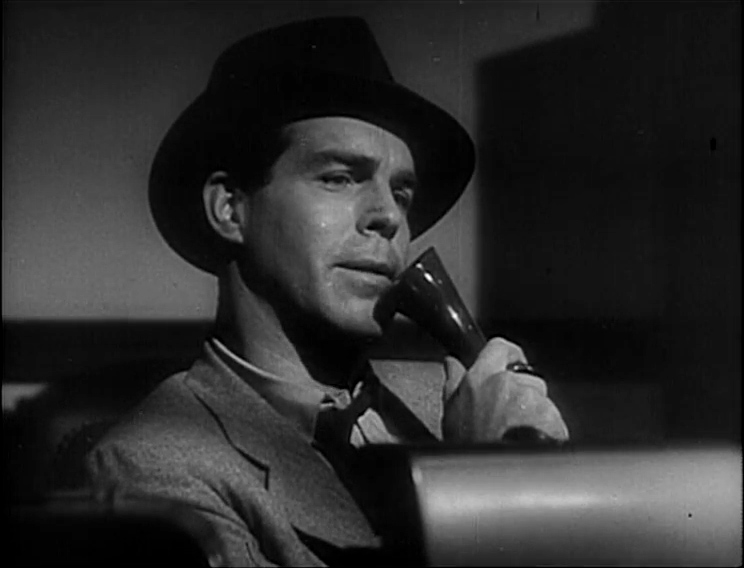